# Schizoporaceae
Schizoporaceae is een familie van schimmels in de orde Hymenochaetales. De schimmels zijn saprofyt en veroorzaken witrot op staand en liggend hout van naald- en loofbomen. De familie omvat 14 geslachten en ruim 100 soorten.
De volgende soorten in deze familie hebben een Nederlandse benaming:
- Abrikozenbuisjeszwam (Schizopora flavipora)
- Witte tandzwam (Schizopora paradoxa)
- Witte vlierschorszwam (Xylodon sambuci)

## Geslachten
- Alutaceodontia
- Basidioradulum
- Echinodia
- Echinoporia
- Fibrodontia
- Lagarobasidium
- Leucophellinus
- Odontiopsis
- Palifer
- Paratrichaptum
- Poriodontia
- Rogersella
- Schizopora
- Xylodon